# Sparkle X
『Sparkle X』（スパークル エックス）は日本のロックバンド、THE YELLOW MONKEYの10枚目のオリジナルアルバム。2024年5月29日にワーナーミュージック・ジャパン（ATLANTICレーベル）よりリリースされた。本ページでは『Sparkle X -Complete Box-』についても触れる。
本作は6月4日発表の最新「オリコン週間アルバムランキング」（6月10日付）にて、初週売り上げ3.7万枚で初登場1位となり、オリジナルアルバムとしては1998年発売の『PUNCH DRUNKARD』以来、26年ぶり通算6作目の1位獲得となった。これまでの1位獲得したアルバムは、『FOUR SEASONS』『SICKS』『PUNCH DRUNKARD』『THE YELLOW MONKEY IS HERE. NEW BEST』『Live Loud』である。

## 内容
前作『9999』以来約5年ぶりとなるオリジナルアルバムである。2024年1月1日に配信リリースされた「ホテルニュートリノ」、2024年4月27日開催した東京ドーム公演のタイトルにもなっている「SHINE ON」などの全11曲が収録される。2024年4月3日、以前よりリリースがアナウンスされていた「SHINE ON」のほか、本作より「ソナタの暗闇」が先行配信された。
コロナ禍、吉井和哉（以下、吉井）の咽頭がん完治を経てのアルバムであり、「復活、もう一回輝こう」というテーマのもと制作された。アルバムタイトル「Sparkle X」は、Sparkle（輝く）と10枚目のX、そして先行曲のタイトルにあるニュートリノから未知のものを表すXをかけている。また吉井は「タイミングよくツイッターがXになり」とも語っている。
制作について吉井は、喉の不調により声が出せず、また並行して治療をすることによる時間的な制約もあり、「シンプルなものになった」といい、「今までの“THE YELLOW MONKEY節”みたいな成分はあまりないかもしれないですが、代わりに出てきた新しい部分はある」と語っている。また、自分たちの十八番の楽曲を「本当にこれが大好き」と思い演奏することが大事だと思って作った作品であるとも語っている。
アルバムは初回生産限定盤と通常盤で発売される。初回生産限定盤に付属されるDVDには、2023年12月28日に日本武道館で無観客ファンクラブ限定配信「THE YELLOW MONKEY SUPER BELIEVER.2023」で行われたアコースティックライブと、2024年3月6日より開催されたファンミーティングイベント「THE YELLOW MONKEY SUPER BELIEVER. Meeting」Zepp Haneda（TOKYO）公演のアコースティックライブが収録される。それに加えて28ページのブックレットとゴールドステッカーが封入される。
ジャケットのデザインはアートディレクターの吉良進太郎が担当。吉良はこれまでに『30Years 30Hits』のフライヤーデザイン、吉井が楽曲提供したBiSHの「Bye-Bye Show」のアートワーク、吉井のソロアーティストとしてのベストアルバム『20』のデザインを行ってきており、今回のジャケットデザインについて「ついに真ん中に来た！」と感じたという。その際に「ホテルニュートリノ」のアートワークも手掛けている。アルバムジャケットのモチーフとなっている金色の物体について、「インディー・ジョーンズ」の『クリスタル・スカルの王国』をオマージュしており、イエローモンキーが探し求めて見つけ出したものが美術館で飾られているようなイメージであると述べられている。
なお、2019年に配信された「DANDAN」、2020年に配信された「未来はみないで」は本作の収録対象から外れている。
再集結前のレコーディングやライブに参加していた三国義貴が再集結後初のレコーディングに参加している。

## 収録曲
1. 「SHINE ON」
2024年1月1日にリリースした4年ぶりの新曲「ホテルニュートリノ」に続く2024年第2弾の新曲である。
2024年3月6日より開催のファンクラブ会員限定イベント「THE YELLOW MONKEY SUPER BELIEVER. Meeting 2024」にてアコースティック形式で初披露された。
2024年4月27日に開催された『THE YELLOW MONKEY SUPER BIG EGG 2024 “SHINE ON”』の2曲目に正式に披露された。
アルバムツアーではBlock1,Block2,Block3で演奏された。
2. 「罠」
90年代のイエロー・モンキーをやってみない？という提案から制作されている[11]。この楽曲は吉井が声が出ない時期に作られており、バンドへ渡すデモでは歌の代わりにギターでメロディを入れていた。吉井は本楽曲について、「HEESEY（廣瀬洋一）がソロでやるTHE YELLOW MONKEY感みたいな。『HEESEYはこういう曲作りそうだな』とイメージしていました。」と述べている[12]。
歌の内容は前述のドーム公演「SHINE ON」のことであり、「始まっているカウントダウン」という詩は新たな活動に向けてのカウントダウンの意味でもある[14]。
2024年9月公開の映画『静かなるドン2』主題歌。
2024年6月14日、テレビ朝日系列『ミュージックステーション』にて初披露された。なおオンエアはフル尺での披露だった。
アルバムツアーではBlock1,Block2,Block3,Final Blockで演奏された。
3. 「ホテルニュートリノ」
2023年にWOWOWプライムで放送されたドラマ『東京貧困女子。-貧困なんて他人事だと思ってた-』の主題歌として書き下ろされた楽曲。2023年に療養していた吉井へ復帰を望む声が寄せられていた中で、ファン待望の新曲となった。
2024年4月27日に開催された『THE YELLOW MONKEY SUPER BIG EGG 2024 “SHINE ON”』の本編最後の16曲目に初披露された。
アルバムツアーではBlock1,Final Blockで演奏された。
4. 「透明Passenger」
前曲のホテルニュートリノのアンサーソング。ホテルニュートリノでは身体に宿る魂に焦点を当てていたが、本楽曲では「我々は透明かもしれない体に乗っている乗組員である」という内容の歌詞となっている[15]。仮タイトルは「新理事」。アイルランドのロックバンド「シン・リジィ (Thin Lizzy) 」から[11]。
吉井ははじめ学園ドラマのような内容の歌詞を書いたが、株式会社TYMS PROJECTの社長の青木に却下された[14]。
アルバムツアーでは本アルバム収録曲で唯一1度も演奏されなかった。
5. 「Exhaust」
エマ作曲。「地中海をイメージして、ロックテイストにしてみました」とエマは語っており、吉井もそれを汲みとった作詞をしている[11]。エマによると、吉井がホテルニュートリノを提示したことで「普通のロックのテイストじゃない」曲もあってもいいんだなと感じ、かつて自身がラテンによっていた時に作った、英米ロックとは異なるヨーロッパ風の楽曲を持ってきたとのことである[14][15]。
アルバムツアーではBlock1,Block3で演奏された。
6. 「ドライフルーツ」
本楽曲と「Beaver」、「ソナタの暗闇」は昔から吉井が持っていた曲。本楽曲は2005年に作られた。
歌詞中の「キトラシカの花」は造語である[11]。
エマ曰く、曲調から、今までのTHE YELLOW MONKEYにはなかったソロを弾きたくて、アーミングを行うなどのチャレンジを行ったとのこと[12]。
バッドフィンガーやスリー・ドッグ・ナイトなどの往年のロックミュージックを意識している[14]。
アルバムツアーではBlock2,Block3で演奏された。
7. 「Beaver」
吉井は初めはマカロニえんぴつみたいにしたいと思って作ったが、ならなかったと述懐している。
この楽曲を制作している際、廣瀬の茶トラの飼い猫が闘病中であり、その猫がビーバーにも似ており、楽曲の仮タイトルも「ビーバー」であったことから、廣瀬は愛猫との思い出も楽曲に込めることが出来て思い出深いと述べている[15]。
エマはレコーディングでフライングVを使用している。
ザ・ビートルズの「オブ・ラ・ディ、オブ・ラ・ダ」をイメージしている[14]。
アルバムツアーではBlock3,Final Blockで演奏された。
8. 「ソナタの暗闇」
2024年1月1日にリリースした4年ぶりの新曲「ホテルニュートリノ」、4月3日に先行配信された「SHINE ON」に続く2024年第3弾の新曲である。本曲も先行配信された。2024年4月27日に開催された『THE YELLOW MONKEY SUPER BIG EGG 2024 “SHINE ON”』の10曲目に初披露された。
ボーカルのレコーディングは喉の治療の影響でワンテイクである[16]。
アルバムツアーではBlock1,Block2,Block3,Final Blockで演奏された。
9. 「ラプソディ」
フランスの民謡である「クラリネットをこわしちゃった」がモチーフになっている楽曲である。仮タイトルは「おっぱいおっぱい」。吉井がカフェにいた時に、母親におっぱいをせがむ男の子を見かけ、何気なく「おっぱいおっぱい」と歌いながら駐車場に戻っていると、「いいなこれ」となりボイスメモに録音したのが元である。しかし、事務所とレコード会社との話、そして自分でも流石にそれでは世に出せないと感じ、歌詞をどうするか悩んでいた。そんな中、名古屋で行われたファンミーティングから帰る新幹線の中で、「オパキャマラド」という言葉を思い出し、自分の声帯のこととも重なり、この楽曲が完成した[12][15]。
シーナ&ザ・ロケッツやRCサクセション、ブロンディなどの78,79年のロックをイメージして作られている。
アルバムツアーではBlock1,Block2,Block3,Final Blockで演奏された。
10. 「Make Over」
エマ作詞作曲。詞についてエマは、コロナ禍やその後の世界情勢、吉井の病気など全部消化して、"Pura Vida”というスペイン語をキーワードに、人は道を踏み外すこともあるが、素晴らしい世界に向けて、ちょっとでもいいから歩み出そうという内容の歌詞をアウトプットしたと語っている[11][12]。
アルバムツアーではBlock1,Block2,Block3,Final Blockで演奏された。
11. 「復活の日」
2024年4月27日に開催された『THE YELLOW MONKEY SUPER BIG EGG 2024 “SHINE ON”』のダブルアンコール前にミュージックビデオらしき映像にて初公開された。
デヴィッド・ボウイの影響もあり、「All The Young Dudes」のサビをサンプリングしている。
アニー曰く、「SHINE ONと双璧をなす、アルバムのキーソング」[11]
青木が、歌詞ができる前に「東京ドームでこの曲を流したい」と依頼した[14]。依頼を受けた吉井は、オーディエンス全員で書いているような気持ちで書いたという[12]。仮タイトル時点で「復活の日」であった。
アルバムツアーではBlock1,Block2で演奏された。

## 収録内容

### Disc 1 / CD
| 全編曲: THE YELLOW MONKEY。 |                        |           |           |       |
| #                           | タイトル               | 作詞      | 作曲      | 時間  |
| 1.                          | 「SHINE ON」           | 吉井和哉  | 吉井和哉  | 4:08  |
| 2.                          | 「罠」                 | 吉井和哉  | 吉井和哉  | 4:22  |
| 3.                          | 「ホテルニュートリノ」 | 吉井和哉  | 吉井和哉  | 4:06  |
| 4.                          | 「透明Passenger」      | 吉井和哉  | 吉井和哉  | 4:04  |
| 5.                          | 「Exhaust」            | 吉井和哉  | 菊地英昭  | 3:15  |
| 6.                          | 「ドライフルーツ」     | 吉井和哉  | 吉井和哉  | 4:17  |
| 7.                          | 「Beaver」             | 吉井和哉  | 吉井和哉  | 3:58  |
| 8.                          | 「ソナタの暗闇」       | 吉井和哉  | 吉井和哉  | 3:11  |
| 9.                          | 「ラプソディ」         | 吉井和哉  | 吉井和哉  | 4:08  |
| 10.                         | 「Make Over」          | 菊地英昭  | 菊地英昭  | 4:59  |
| 11.                         | 「復活の日」           | 吉井和哉  | 吉井和哉  | 5:14  |
| 合計時間:                   | 合計時間:              | 合計時間: | 合計時間: | 45:42 |

### Disc 2 / 初回生産限定盤DVD
| #  | タイトル                                                                               | 作詞 | 作曲・編曲 |
| -- | -------------------------------------------------------------------------------------- | ---- | ---------- |
| 1. | 「Subjective Late Show」(THE YELLOW MONKEY SUPER BELIEVER.2023 2023.12.28 日本武道館)  |      |            |
| 2. | 「Sleepless Imagination」(THE YELLOW MONKEY SUPER BELIEVER.2023 2023.12.28 日本武道館) |      |            |
| 3. | 「Love Sauce」(THE YELLOW MONKEY SUPER BELIEVER. Meeting 2024.3.6 Zepp Haneda)         |      |            |
| 4. | 「MOONLIGHT DRIVE」(THE YELLOW MONKEY SUPER BELIEVER. Meeting 2024.3.6 Zepp Haneda)    |      |            |
| 5. | 「SHINE ON」(THE YELLOW MONKEY SUPER BELIEVER. Meeting 2024.3.6 Zepp Haneda)           |      |            |

## Sparkle X -Complete Box-
2024年8月29日に、4月に開催された東京ドーム公演の映像作品を同年10月9日に発売すると共に「Sparkle X -Complete Box-」としてオリジナルのアルバムに未収録曲等を加えた完結版のCDを収録すること公式から発表された。

### 収録内容
DISC1のBlu-rayには4月に行われた「 THE YELLOW MONKEY SUPER BIG EGG 2024 “SHINE ON” 」を当日行われたWOWOWの放送とは異なる編集で全編収録されている。特典のSPECIAL MOVIEには「天道虫Multiscreen ver.」と「復活の日Another Take ver.」が収録されている。DISC2のCDには「Sparkle X」の完結版として、新しく2曲収録した他、本アルバム前に新曲として配信されていた「DANDAN」、「未来はみないで」を収録。さらに東京ドームのライブ写真や「ホテルニュートリノ」MVメイキング写真等全て未公開写真の152ページにわたるブックレットが同封されている。

#### DISC1:Blu-ray
THE YELLOW MONKEY SUPER BIG EGG 2024 “SHINE ON”
1. バラ色の日々
2. SHINE ON
3. Romantist Taste
4. Tactics
5. 聖なる海とサンシャイン
6. BURN
7. ROCK STAR
8. 楽園
9. SPARK
10. ソナタの暗闇
11. 天道虫
12. 太陽が燃えている
13. 人生の終わり(FOR GRANDMOTHER)
14. SUCK OF LIFE
15. LOVE LOVE SHOW
16. ホテルニュートリノ
17. アバンギャルドで行こうよ
18. ALRIGHT
19. 悲しきASIAN BOY
20. JAM
21. WELCOME TO MY DOGHOUSE

##### SPECIAL MOVIE
天道虫 Multiscreen ver.
復活の日 Another Take ver.

#### DISC2:CD
1. 考える煙
SE曲。東京ドームのオープニング曲であり、当日の演奏も収録される。
2. SHINE ON
3. 罠
4. ホテルニュートリノ -Alternative Mix-
5. 透明Passenger
6. Exhaust
7. ドライフルーツ
8. Beaver
9. Kozu
オリジナル未収録曲。吉井和哉作詞、菊地英昭作曲。
アルバムツアーではBlock1,Block2で演奏された。
10. ソナタの暗闇
11. ラプソディ
12. Make Over
13. 復活の日
14. DANDAN -Remastered 2024-
15. 未来はみないで -Remastered 2024-
アルバムツアーではBlock2で演奏された。

#### BELIEVER限定「Sparkle X -Prototype-」
1. bever_Demo_RoughMix_231021
2. Wana_Band_Rec_RoughMix_230905
3. Kozu_GtDB_RoughMix_231002
4. makeover_Demo_Ver.2
5. ドライフルーツ_Layer_231206
6. Hotel Neutrino_Layer_230814

## ミュージック・ビデオ

### ソナタの暗闇
THE YELLOW MONKEYのメンバーがキャラクターとして登場するアニメーションとなっている。歌詞の世界観を汲み取った1つの物語が描かれる。映像監督はアニメーション作家 / イラストレーターの若林萌が務めている。若林氏曰く、「もがく心を代弁し、迷う体を押してくれるような曲だと思った」。映像制作については「心の中に同時に存在する感情のせめぎ合いをキャラクターに象徴させ、もがき頑張る物語の中で、THE YELLOW MONKEYを語り部とし、彼らが登場する最後のカットに想いを込めて描いた」。

### 罠
本作発売日同日、公式YouTubeにて公開された。テーマは「死神達の悪戯」過去の楽曲や本曲の歌詞から着想を得て作られた特注品のボードゲームを囲んでメンバー4人がゲームをするシーンがある。またボードゲームを動かす四体の猿のコマもこのMVのために作られたものである。監督は今原元気が務めている。制作について「悪戯な死神達と何度も蘇ってくる魂。視聴者の皆さんがそれぞれにこのビデオのメッセージを考え、受け取ってくれたら嬉しい」。

## 参加ミュージシャン
- 吉井和哉 - ボーカル、エレクトリック・ギター、アコースティック・ギター、パーカッション、プロデュース
- 菊地英昭 - エレクトリック・ギター、アコースティック・ギター、コーラス
- 廣瀬洋一 - ベース
- 菊地英二 - ドラムス
- 三国義貴 - ピアノ（M1,2,4,6,7,8,11）
- 鶴谷崇 - ピアノ（M5）
- 奥野真哉 - ピアノ（M3,9）

- 石川翔平 - レコーディング・エンジニア & アドバイザー、ミキシング・エンジニア（M3）
- 安達義規 - ミキシング・エンジニア（M4,5,8,9,10,11）
- 池内亮 - ミキシング・エンジニア（M1,2）
- 中村宗一郎 - ミキシング・エンジニア（M6）
- 浦本雅史 - ミキシング・エンジニア（M7）
- 山崎翼 - マスタリング・エンジニア